# Верблюд (шахматы)
|   | a | b | c | d | e | f | g | h |   |
| - | --- | --- | --- | --- | --- | --- | --- | --- | - |
| 8 | c7 чёрный круг · e7 чёрный круг · a5 чёрный круг · g5 чёрный круг · d4 N l · a3 чёрный круг · g3 чёрный круг · c1 чёрный круг · e1 чёрный круг | c7 чёрный круг · e7 чёрный круг · a5 чёрный круг · g5 чёрный круг · d4 N l · a3 чёрный круг · g3 чёрный круг · c1 чёрный круг · e1 чёрный круг | c7 чёрный круг · e7 чёрный круг · a5 чёрный круг · g5 чёрный круг · d4 N l · a3 чёрный круг · g3 чёрный круг · c1 чёрный круг · e1 чёрный круг | c7 чёрный круг · e7 чёрный круг · a5 чёрный круг · g5 чёрный круг · d4 N l · a3 чёрный круг · g3 чёрный круг · c1 чёрный круг · e1 чёрный круг | c7 чёрный круг · e7 чёрный круг · a5 чёрный круг · g5 чёрный круг · d4 N l · a3 чёрный круг · g3 чёрный круг · c1 чёрный круг · e1 чёрный круг | c7 чёрный круг · e7 чёрный круг · a5 чёрный круг · g5 чёрный круг · d4 N l · a3 чёрный круг · g3 чёрный круг · c1 чёрный круг · e1 чёрный круг | c7 чёрный круг · e7 чёрный круг · a5 чёрный круг · g5 чёрный круг · d4 N l · a3 чёрный круг · g3 чёрный круг · c1 чёрный круг · e1 чёрный круг | c7 чёрный круг · e7 чёрный круг · a5 чёрный круг · g5 чёрный круг · d4 N l · a3 чёрный круг · g3 чёрный круг · c1 чёрный круг · e1 чёрный круг | 8 |
| 7 | c7 чёрный круг · e7 чёрный круг · a5 чёрный круг · g5 чёрный круг · d4 N l · a3 чёрный круг · g3 чёрный круг · c1 чёрный круг · e1 чёрный круг | c7 чёрный круг · e7 чёрный круг · a5 чёрный круг · g5 чёрный круг · d4 N l · a3 чёрный круг · g3 чёрный круг · c1 чёрный круг · e1 чёрный круг | c7 чёрный круг · e7 чёрный круг · a5 чёрный круг · g5 чёрный круг · d4 N l · a3 чёрный круг · g3 чёрный круг · c1 чёрный круг · e1 чёрный круг | c7 чёрный круг · e7 чёрный круг · a5 чёрный круг · g5 чёрный круг · d4 N l · a3 чёрный круг · g3 чёрный круг · c1 чёрный круг · e1 чёрный круг | c7 чёрный круг · e7 чёрный круг · a5 чёрный круг · g5 чёрный круг · d4 N l · a3 чёрный круг · g3 чёрный круг · c1 чёрный круг · e1 чёрный круг | c7 чёрный круг · e7 чёрный круг · a5 чёрный круг · g5 чёрный круг · d4 N l · a3 чёрный круг · g3 чёрный круг · c1 чёрный круг · e1 чёрный круг | c7 чёрный круг · e7 чёрный круг · a5 чёрный круг · g5 чёрный круг · d4 N l · a3 чёрный круг · g3 чёрный круг · c1 чёрный круг · e1 чёрный круг | c7 чёрный круг · e7 чёрный круг · a5 чёрный круг · g5 чёрный круг · d4 N l · a3 чёрный круг · g3 чёрный круг · c1 чёрный круг · e1 чёрный круг | 7 |
| 6 | c7 чёрный круг · e7 чёрный круг · a5 чёрный круг · g5 чёрный круг · d4 N l · a3 чёрный круг · g3 чёрный круг · c1 чёрный круг · e1 чёрный круг | c7 чёрный круг · e7 чёрный круг · a5 чёрный круг · g5 чёрный круг · d4 N l · a3 чёрный круг · g3 чёрный круг · c1 чёрный круг · e1 чёрный круг | c7 чёрный круг · e7 чёрный круг · a5 чёрный круг · g5 чёрный круг · d4 N l · a3 чёрный круг · g3 чёрный круг · c1 чёрный круг · e1 чёрный круг | c7 чёрный круг · e7 чёрный круг · a5 чёрный круг · g5 чёрный круг · d4 N l · a3 чёрный круг · g3 чёрный круг · c1 чёрный круг · e1 чёрный круг | c7 чёрный круг · e7 чёрный круг · a5 чёрный круг · g5 чёрный круг · d4 N l · a3 чёрный круг · g3 чёрный круг · c1 чёрный круг · e1 чёрный круг | c7 чёрный круг · e7 чёрный круг · a5 чёрный круг · g5 чёрный круг · d4 N l · a3 чёрный круг · g3 чёрный круг · c1 чёрный круг · e1 чёрный круг | c7 чёрный круг · e7 чёрный круг · a5 чёрный круг · g5 чёрный круг · d4 N l · a3 чёрный круг · g3 чёрный круг · c1 чёрный круг · e1 чёрный круг | c7 чёрный круг · e7 чёрный круг · a5 чёрный круг · g5 чёрный круг · d4 N l · a3 чёрный круг · g3 чёрный круг · c1 чёрный круг · e1 чёрный круг | 6 |
| 5 | c7 чёрный круг · e7 чёрный круг · a5 чёрный круг · g5 чёрный круг · d4 N l · a3 чёрный круг · g3 чёрный круг · c1 чёрный круг · e1 чёрный круг | c7 чёрный круг · e7 чёрный круг · a5 чёрный круг · g5 чёрный круг · d4 N l · a3 чёрный круг · g3 чёрный круг · c1 чёрный круг · e1 чёрный круг | c7 чёрный круг · e7 чёрный круг · a5 чёрный круг · g5 чёрный круг · d4 N l · a3 чёрный круг · g3 чёрный круг · c1 чёрный круг · e1 чёрный круг | c7 чёрный круг · e7 чёрный круг · a5 чёрный круг · g5 чёрный круг · d4 N l · a3 чёрный круг · g3 чёрный круг · c1 чёрный круг · e1 чёрный круг | c7 чёрный круг · e7 чёрный круг · a5 чёрный круг · g5 чёрный круг · d4 N l · a3 чёрный круг · g3 чёрный круг · c1 чёрный круг · e1 чёрный круг | c7 чёрный круг · e7 чёрный круг · a5 чёрный круг · g5 чёрный круг · d4 N l · a3 чёрный круг · g3 чёрный круг · c1 чёрный круг · e1 чёрный круг | c7 чёрный круг · e7 чёрный круг · a5 чёрный круг · g5 чёрный круг · d4 N l · a3 чёрный круг · g3 чёрный круг · c1 чёрный круг · e1 чёрный круг | c7 чёрный круг · e7 чёрный круг · a5 чёрный круг · g5 чёрный круг · d4 N l · a3 чёрный круг · g3 чёрный круг · c1 чёрный круг · e1 чёрный круг | 5 |
| 4 | c7 чёрный круг · e7 чёрный круг · a5 чёрный круг · g5 чёрный круг · d4 N l · a3 чёрный круг · g3 чёрный круг · c1 чёрный круг · e1 чёрный круг | c7 чёрный круг · e7 чёрный круг · a5 чёрный круг · g5 чёрный круг · d4 N l · a3 чёрный круг · g3 чёрный круг · c1 чёрный круг · e1 чёрный круг | c7 чёрный круг · e7 чёрный круг · a5 чёрный круг · g5 чёрный круг · d4 N l · a3 чёрный круг · g3 чёрный круг · c1 чёрный круг · e1 чёрный круг | c7 чёрный круг · e7 чёрный круг · a5 чёрный круг · g5 чёрный круг · d4 N l · a3 чёрный круг · g3 чёрный круг · c1 чёрный круг · e1 чёрный круг | c7 чёрный круг · e7 чёрный круг · a5 чёрный круг · g5 чёрный круг · d4 N l · a3 чёрный круг · g3 чёрный круг · c1 чёрный круг · e1 чёрный круг | c7 чёрный круг · e7 чёрный круг · a5 чёрный круг · g5 чёрный круг · d4 N l · a3 чёрный круг · g3 чёрный круг · c1 чёрный круг · e1 чёрный круг | c7 чёрный круг · e7 чёрный круг · a5 чёрный круг · g5 чёрный круг · d4 N l · a3 чёрный круг · g3 чёрный круг · c1 чёрный круг · e1 чёрный круг | c7 чёрный круг · e7 чёрный круг · a5 чёрный круг · g5 чёрный круг · d4 N l · a3 чёрный круг · g3 чёрный круг · c1 чёрный круг · e1 чёрный круг | 4 |
| 3 | c7 чёрный круг · e7 чёрный круг · a5 чёрный круг · g5 чёрный круг · d4 N l · a3 чёрный круг · g3 чёрный круг · c1 чёрный круг · e1 чёрный круг | c7 чёрный круг · e7 чёрный круг · a5 чёрный круг · g5 чёрный круг · d4 N l · a3 чёрный круг · g3 чёрный круг · c1 чёрный круг · e1 чёрный круг | c7 чёрный круг · e7 чёрный круг · a5 чёрный круг · g5 чёрный круг · d4 N l · a3 чёрный круг · g3 чёрный круг · c1 чёрный круг · e1 чёрный круг | c7 чёрный круг · e7 чёрный круг · a5 чёрный круг · g5 чёрный круг · d4 N l · a3 чёрный круг · g3 чёрный круг · c1 чёрный круг · e1 чёрный круг | c7 чёрный круг · e7 чёрный круг · a5 чёрный круг · g5 чёрный круг · d4 N l · a3 чёрный круг · g3 чёрный круг · c1 чёрный круг · e1 чёрный круг | c7 чёрный круг · e7 чёрный круг · a5 чёрный круг · g5 чёрный круг · d4 N l · a3 чёрный круг · g3 чёрный круг · c1 чёрный круг · e1 чёрный круг | c7 чёрный круг · e7 чёрный круг · a5 чёрный круг · g5 чёрный круг · d4 N l · a3 чёрный круг · g3 чёрный круг · c1 чёрный круг · e1 чёрный круг | c7 чёрный круг · e7 чёрный круг · a5 чёрный круг · g5 чёрный круг · d4 N l · a3 чёрный круг · g3 чёрный круг · c1 чёрный круг · e1 чёрный круг | 3 |
| 2 | c7 чёрный круг · e7 чёрный круг · a5 чёрный круг · g5 чёрный круг · d4 N l · a3 чёрный круг · g3 чёрный круг · c1 чёрный круг · e1 чёрный круг | c7 чёрный круг · e7 чёрный круг · a5 чёрный круг · g5 чёрный круг · d4 N l · a3 чёрный круг · g3 чёрный круг · c1 чёрный круг · e1 чёрный круг | c7 чёрный круг · e7 чёрный круг · a5 чёрный круг · g5 чёрный круг · d4 N l · a3 чёрный круг · g3 чёрный круг · c1 чёрный круг · e1 чёрный круг | c7 чёрный круг · e7 чёрный круг · a5 чёрный круг · g5 чёрный круг · d4 N l · a3 чёрный круг · g3 чёрный круг · c1 чёрный круг · e1 чёрный круг | c7 чёрный круг · e7 чёрный круг · a5 чёрный круг · g5 чёрный круг · d4 N l · a3 чёрный круг · g3 чёрный круг · c1 чёрный круг · e1 чёрный круг | c7 чёрный круг · e7 чёрный круг · a5 чёрный круг · g5 чёрный круг · d4 N l · a3 чёрный круг · g3 чёрный круг · c1 чёрный круг · e1 чёрный круг | c7 чёрный круг · e7 чёрный круг · a5 чёрный круг · g5 чёрный круг · d4 N l · a3 чёрный круг · g3 чёрный круг · c1 чёрный круг · e1 чёрный круг | c7 чёрный круг · e7 чёрный круг · a5 чёрный круг · g5 чёрный круг · d4 N l · a3 чёрный круг · g3 чёрный круг · c1 чёрный круг · e1 чёрный круг | 2 |
| 1 | c7 чёрный круг · e7 чёрный круг · a5 чёрный круг · g5 чёрный круг · d4 N l · a3 чёрный круг · g3 чёрный круг · c1 чёрный круг · e1 чёрный круг | c7 чёрный круг · e7 чёрный круг · a5 чёрный круг · g5 чёрный круг · d4 N l · a3 чёрный круг · g3 чёрный круг · c1 чёрный круг · e1 чёрный круг | c7 чёрный круг · e7 чёрный круг · a5 чёрный круг · g5 чёрный круг · d4 N l · a3 чёрный круг · g3 чёрный круг · c1 чёрный круг · e1 чёрный круг | c7 чёрный круг · e7 чёрный круг · a5 чёрный круг · g5 чёрный круг · d4 N l · a3 чёрный круг · g3 чёрный круг · c1 чёрный круг · e1 чёрный круг | c7 чёрный круг · e7 чёрный круг · a5 чёрный круг · g5 чёрный круг · d4 N l · a3 чёрный круг · g3 чёрный круг · c1 чёрный круг · e1 чёрный круг | c7 чёрный круг · e7 чёрный круг · a5 чёрный круг · g5 чёрный круг · d4 N l · a3 чёрный круг · g3 чёрный круг · c1 чёрный круг · e1 чёрный круг | c7 чёрный круг · e7 чёрный круг · a5 чёрный круг · g5 чёрный круг · d4 N l · a3 чёрный круг · g3 чёрный круг · c1 чёрный круг · e1 чёрный круг | c7 чёрный круг · e7 чёрный круг · a5 чёрный круг · g5 чёрный круг · d4 N l · a3 чёрный круг · g3 чёрный круг · c1 чёрный круг · e1 чёрный круг | 1 |
|   | a | b | c | d | e | f | g | h |   |

Верблюд или длинный конь — это сказочная шахматная фигура с удлинённым ходом коня. Он может прыгать на три клетки по горизонтали и одну клетку по вертикали, либо на три клетки по вертикали и на одну клетку по горизонтали, независимо от промежуточных фигур. Следовательно, это (1,3)-прыжок.

## История и номенклатура
Верблюд — очень старая фигура, появлявшаяся в ранних вариантах шахмат, к примеру в шахматах Тамерлана. Он также появляется в некоторых современных вариантах.

## Ценность
|   | a  | b  | c  | d                          | e  | f  | g                | h  |   |  |
| 8 | a8 | b8 | c8 | d8                         | e8 | f8 | g8 чёрный король | h8 | 8 |  |
| 7 | a7 | b7 | c7 | d7 белый перевёрнутый конь | e7 | f7 | g7 белый слон    | h7 | 7 |  |
| 6 | a6 | b6 | c6 | d6                         | e6 | f6 | g6 белый король  | h6 | 6 |  |
| 5 | a5 | b5 | c5 | d5                         | e5 | f5 | g5               | h5 | 5 |  |
| 4 | a4 | b4 | c4 | d4                         | e4 | f4 | g4               | h4 | 4 |  |
| 3 | a3 | b3 | c3 | d3                         | e3 | f3 | g3               | h3 | 3 |  |
| 2 | a2 | b2 | c2 | d2                         | e2 | f2 | g2               | h2 | 2 |  |
| 1 | a1 | b1 | c1 | d1                         | e1 | f1 | g1               | h1 | 1 |  |
|   | a  | b  | c  | d                          | e  | f  | g                | h  |   |  |

Верблюд сам по себе стоит около двух с половиной пешек (меньше, чем конь) из-за его привязки к цвету и отсутствия достаточной свободы передвижения на доске 8×8. Однако король, слон и верблюд могут поставить мат голому королю, предполагая, что слон и верблюд на полях разного цвета; король, конь и верблюд обычно могут поставить мат голому королю, но не легко, и существует тринадцать типов крепостных ничьих ; наконец, король, верблюд и визирь иногда могут поставить мат голому королю, но это может занять до 77 ходов. Король и два верблюда почти никогда не могут поставить мат одинокому королю, даже если верблюды находятся на полях разного цвета. Хотя эндшпиль «ладья против верблюда» обычно является ничейным, существует больше выигрышных позиций, чем в эндшпилях «ладья против коня» и «ладья против слона»; самая длинная победа занимает 35 ходов. (Важно упомянуть, что все упомянутые статистические данные эндшпилей относятся к доске 8×8.)
|   | a  | b  | c                          | d              | e  | f  | g  | h  |   |  |
| 8 | a8 | b8 | c8 чёрный король           | d8             | e8 | f8 | g8 | h8 | 8 |  |
| 7 | a7 | b7 | c7                         | d7 белая пешка | e7 | f7 | g7 | h7 | 7 |  |
| 6 | a6 | b6 | c6 белый король            | d6             | e6 | f6 | g6 | h6 | 6 |  |
| 5 | a5 | b5 | c5 белый перевёрнутый конь | d5             | e5 | f5 | g5 | h5 | 5 |  |
| 4 | a4 | b4 | c4                         | d4             | e4 | f4 | g4 | h4 | 4 |  |
| 3 | a3 | b3 | c3                         | d3             | e3 | f3 | g3 | h3 | 3 |  |
| 2 | a2 | b2 | c2                         | d2             | e2 | f2 | g2 | h2 | 2 |  |
| 1 | a1 | b1 | c1                         | d1             | e1 | f1 | g1 | h1 | 1 |  |
|   | a  | b  | c                          | d              | e  | f  | g  | h  |   |  |

## Использование и ценность как компонента
|   | a | b | c | d | e | f | g | h |   |
| - | --- | --- | --- | --- | --- | --- | --- | --- | - |
| 8 | a8 три · c8 три · e8 один · g8 один · b7 два · d7 два · f7 два · h7 два · a6 три · c6 один · e6 три · g6 три · b5 четыре · d5 два · f5 N l · h5 два · a4 три · c4 один · e4 три · g4 три · b3 два · d3 два · f3 два · h3 два · a2 три · c2 три · e2 один · g2 один · b1 два · d1 два · f1 четыре · h1 два | a8 три · c8 три · e8 один · g8 один · b7 два · d7 два · f7 два · h7 два · a6 три · c6 один · e6 три · g6 три · b5 четыре · d5 два · f5 N l · h5 два · a4 три · c4 один · e4 три · g4 три · b3 два · d3 два · f3 два · h3 два · a2 три · c2 три · e2 один · g2 один · b1 два · d1 два · f1 четыре · h1 два | a8 три · c8 три · e8 один · g8 один · b7 два · d7 два · f7 два · h7 два · a6 три · c6 один · e6 три · g6 три · b5 четыре · d5 два · f5 N l · h5 два · a4 три · c4 один · e4 три · g4 три · b3 два · d3 два · f3 два · h3 два · a2 три · c2 три · e2 один · g2 один · b1 два · d1 два · f1 четыре · h1 два | a8 три · c8 три · e8 один · g8 один · b7 два · d7 два · f7 два · h7 два · a6 три · c6 один · e6 три · g6 три · b5 четыре · d5 два · f5 N l · h5 два · a4 три · c4 один · e4 три · g4 три · b3 два · d3 два · f3 два · h3 два · a2 три · c2 три · e2 один · g2 один · b1 два · d1 два · f1 четыре · h1 два | a8 три · c8 три · e8 один · g8 один · b7 два · d7 два · f7 два · h7 два · a6 три · c6 один · e6 три · g6 три · b5 четыре · d5 два · f5 N l · h5 два · a4 три · c4 один · e4 три · g4 три · b3 два · d3 два · f3 два · h3 два · a2 три · c2 три · e2 один · g2 один · b1 два · d1 два · f1 четыре · h1 два | a8 три · c8 три · e8 один · g8 один · b7 два · d7 два · f7 два · h7 два · a6 три · c6 один · e6 три · g6 три · b5 четыре · d5 два · f5 N l · h5 два · a4 три · c4 один · e4 три · g4 три · b3 два · d3 два · f3 два · h3 два · a2 три · c2 три · e2 один · g2 один · b1 два · d1 два · f1 четыре · h1 два | a8 три · c8 три · e8 один · g8 один · b7 два · d7 два · f7 два · h7 два · a6 три · c6 один · e6 три · g6 три · b5 четыре · d5 два · f5 N l · h5 два · a4 три · c4 один · e4 три · g4 три · b3 два · d3 два · f3 два · h3 два · a2 три · c2 три · e2 один · g2 один · b1 два · d1 два · f1 четыре · h1 два | a8 три · c8 три · e8 один · g8 один · b7 два · d7 два · f7 два · h7 два · a6 три · c6 один · e6 три · g6 три · b5 четыре · d5 два · f5 N l · h5 два · a4 три · c4 один · e4 три · g4 три · b3 два · d3 два · f3 два · h3 два · a2 три · c2 три · e2 один · g2 один · b1 два · d1 два · f1 четыре · h1 два | 8 |
| 7 | a8 три · c8 три · e8 один · g8 один · b7 два · d7 два · f7 два · h7 два · a6 три · c6 один · e6 три · g6 три · b5 четыре · d5 два · f5 N l · h5 два · a4 три · c4 один · e4 три · g4 три · b3 два · d3 два · f3 два · h3 два · a2 три · c2 три · e2 один · g2 один · b1 два · d1 два · f1 четыре · h1 два | a8 три · c8 три · e8 один · g8 один · b7 два · d7 два · f7 два · h7 два · a6 три · c6 один · e6 три · g6 три · b5 четыре · d5 два · f5 N l · h5 два · a4 три · c4 один · e4 три · g4 три · b3 два · d3 два · f3 два · h3 два · a2 три · c2 три · e2 один · g2 один · b1 два · d1 два · f1 четыре · h1 два | a8 три · c8 три · e8 один · g8 один · b7 два · d7 два · f7 два · h7 два · a6 три · c6 один · e6 три · g6 три · b5 четыре · d5 два · f5 N l · h5 два · a4 три · c4 один · e4 три · g4 три · b3 два · d3 два · f3 два · h3 два · a2 три · c2 три · e2 один · g2 один · b1 два · d1 два · f1 четыре · h1 два | a8 три · c8 три · e8 один · g8 один · b7 два · d7 два · f7 два · h7 два · a6 три · c6 один · e6 три · g6 три · b5 четыре · d5 два · f5 N l · h5 два · a4 три · c4 один · e4 три · g4 три · b3 два · d3 два · f3 два · h3 два · a2 три · c2 три · e2 один · g2 один · b1 два · d1 два · f1 четыре · h1 два | a8 три · c8 три · e8 один · g8 один · b7 два · d7 два · f7 два · h7 два · a6 три · c6 один · e6 три · g6 три · b5 четыре · d5 два · f5 N l · h5 два · a4 три · c4 один · e4 три · g4 три · b3 два · d3 два · f3 два · h3 два · a2 три · c2 три · e2 один · g2 один · b1 два · d1 два · f1 четыре · h1 два | a8 три · c8 три · e8 один · g8 один · b7 два · d7 два · f7 два · h7 два · a6 три · c6 один · e6 три · g6 три · b5 четыре · d5 два · f5 N l · h5 два · a4 три · c4 один · e4 три · g4 три · b3 два · d3 два · f3 два · h3 два · a2 три · c2 три · e2 один · g2 один · b1 два · d1 два · f1 четыре · h1 два | a8 три · c8 три · e8 один · g8 один · b7 два · d7 два · f7 два · h7 два · a6 три · c6 один · e6 три · g6 три · b5 четыре · d5 два · f5 N l · h5 два · a4 три · c4 один · e4 три · g4 три · b3 два · d3 два · f3 два · h3 два · a2 три · c2 три · e2 один · g2 один · b1 два · d1 два · f1 четыре · h1 два | a8 три · c8 три · e8 один · g8 один · b7 два · d7 два · f7 два · h7 два · a6 три · c6 один · e6 три · g6 три · b5 четыре · d5 два · f5 N l · h5 два · a4 три · c4 один · e4 три · g4 три · b3 два · d3 два · f3 два · h3 два · a2 три · c2 три · e2 один · g2 один · b1 два · d1 два · f1 четыре · h1 два | 7 |
| 6 | a8 три · c8 три · e8 один · g8 один · b7 два · d7 два · f7 два · h7 два · a6 три · c6 один · e6 три · g6 три · b5 четыре · d5 два · f5 N l · h5 два · a4 три · c4 один · e4 три · g4 три · b3 два · d3 два · f3 два · h3 два · a2 три · c2 три · e2 один · g2 один · b1 два · d1 два · f1 четыре · h1 два | a8 три · c8 три · e8 один · g8 один · b7 два · d7 два · f7 два · h7 два · a6 три · c6 один · e6 три · g6 три · b5 четыре · d5 два · f5 N l · h5 два · a4 три · c4 один · e4 три · g4 три · b3 два · d3 два · f3 два · h3 два · a2 три · c2 три · e2 один · g2 один · b1 два · d1 два · f1 четыре · h1 два | a8 три · c8 три · e8 один · g8 один · b7 два · d7 два · f7 два · h7 два · a6 три · c6 один · e6 три · g6 три · b5 четыре · d5 два · f5 N l · h5 два · a4 три · c4 один · e4 три · g4 три · b3 два · d3 два · f3 два · h3 два · a2 три · c2 три · e2 один · g2 один · b1 два · d1 два · f1 четыре · h1 два | a8 три · c8 три · e8 один · g8 один · b7 два · d7 два · f7 два · h7 два · a6 три · c6 один · e6 три · g6 три · b5 четыре · d5 два · f5 N l · h5 два · a4 три · c4 один · e4 три · g4 три · b3 два · d3 два · f3 два · h3 два · a2 три · c2 три · e2 один · g2 один · b1 два · d1 два · f1 четыре · h1 два | a8 три · c8 три · e8 один · g8 один · b7 два · d7 два · f7 два · h7 два · a6 три · c6 один · e6 три · g6 три · b5 четыре · d5 два · f5 N l · h5 два · a4 три · c4 один · e4 три · g4 три · b3 два · d3 два · f3 два · h3 два · a2 три · c2 три · e2 один · g2 один · b1 два · d1 два · f1 четыре · h1 два | a8 три · c8 три · e8 один · g8 один · b7 два · d7 два · f7 два · h7 два · a6 три · c6 один · e6 три · g6 три · b5 четыре · d5 два · f5 N l · h5 два · a4 три · c4 один · e4 три · g4 три · b3 два · d3 два · f3 два · h3 два · a2 три · c2 три · e2 один · g2 один · b1 два · d1 два · f1 четыре · h1 два | a8 три · c8 три · e8 один · g8 один · b7 два · d7 два · f7 два · h7 два · a6 три · c6 один · e6 три · g6 три · b5 четыре · d5 два · f5 N l · h5 два · a4 три · c4 один · e4 три · g4 три · b3 два · d3 два · f3 два · h3 два · a2 три · c2 три · e2 один · g2 один · b1 два · d1 два · f1 четыре · h1 два | a8 три · c8 три · e8 один · g8 один · b7 два · d7 два · f7 два · h7 два · a6 три · c6 один · e6 три · g6 три · b5 четыре · d5 два · f5 N l · h5 два · a4 три · c4 один · e4 три · g4 три · b3 два · d3 два · f3 два · h3 два · a2 три · c2 три · e2 один · g2 один · b1 два · d1 два · f1 четыре · h1 два | 6 |
| 5 | a8 три · c8 три · e8 один · g8 один · b7 два · d7 два · f7 два · h7 два · a6 три · c6 один · e6 три · g6 три · b5 четыре · d5 два · f5 N l · h5 два · a4 три · c4 один · e4 три · g4 три · b3 два · d3 два · f3 два · h3 два · a2 три · c2 три · e2 один · g2 один · b1 два · d1 два · f1 четыре · h1 два | a8 три · c8 три · e8 один · g8 один · b7 два · d7 два · f7 два · h7 два · a6 три · c6 один · e6 три · g6 три · b5 четыре · d5 два · f5 N l · h5 два · a4 три · c4 один · e4 три · g4 три · b3 два · d3 два · f3 два · h3 два · a2 три · c2 три · e2 один · g2 один · b1 два · d1 два · f1 четыре · h1 два | a8 три · c8 три · e8 один · g8 один · b7 два · d7 два · f7 два · h7 два · a6 три · c6 один · e6 три · g6 три · b5 четыре · d5 два · f5 N l · h5 два · a4 три · c4 один · e4 три · g4 три · b3 два · d3 два · f3 два · h3 два · a2 три · c2 три · e2 один · g2 один · b1 два · d1 два · f1 четыре · h1 два | a8 три · c8 три · e8 один · g8 один · b7 два · d7 два · f7 два · h7 два · a6 три · c6 один · e6 три · g6 три · b5 четыре · d5 два · f5 N l · h5 два · a4 три · c4 один · e4 три · g4 три · b3 два · d3 два · f3 два · h3 два · a2 три · c2 три · e2 один · g2 один · b1 два · d1 два · f1 четыре · h1 два | a8 три · c8 три · e8 один · g8 один · b7 два · d7 два · f7 два · h7 два · a6 три · c6 один · e6 три · g6 три · b5 четыре · d5 два · f5 N l · h5 два · a4 три · c4 один · e4 три · g4 три · b3 два · d3 два · f3 два · h3 два · a2 три · c2 три · e2 один · g2 один · b1 два · d1 два · f1 четыре · h1 два | a8 три · c8 три · e8 один · g8 один · b7 два · d7 два · f7 два · h7 два · a6 три · c6 один · e6 три · g6 три · b5 четыре · d5 два · f5 N l · h5 два · a4 три · c4 один · e4 три · g4 три · b3 два · d3 два · f3 два · h3 два · a2 три · c2 три · e2 один · g2 один · b1 два · d1 два · f1 четыре · h1 два | a8 три · c8 три · e8 один · g8 один · b7 два · d7 два · f7 два · h7 два · a6 три · c6 один · e6 три · g6 три · b5 четыре · d5 два · f5 N l · h5 два · a4 три · c4 один · e4 три · g4 три · b3 два · d3 два · f3 два · h3 два · a2 три · c2 три · e2 один · g2 один · b1 два · d1 два · f1 четыре · h1 два | a8 три · c8 три · e8 один · g8 один · b7 два · d7 два · f7 два · h7 два · a6 три · c6 один · e6 три · g6 три · b5 четыре · d5 два · f5 N l · h5 два · a4 три · c4 один · e4 три · g4 три · b3 два · d3 два · f3 два · h3 два · a2 три · c2 три · e2 один · g2 один · b1 два · d1 два · f1 четыре · h1 два | 5 |
| 4 | a8 три · c8 три · e8 один · g8 один · b7 два · d7 два · f7 два · h7 два · a6 три · c6 один · e6 три · g6 три · b5 четыре · d5 два · f5 N l · h5 два · a4 три · c4 один · e4 три · g4 три · b3 два · d3 два · f3 два · h3 два · a2 три · c2 три · e2 один · g2 один · b1 два · d1 два · f1 четыре · h1 два | a8 три · c8 три · e8 один · g8 один · b7 два · d7 два · f7 два · h7 два · a6 три · c6 один · e6 три · g6 три · b5 четыре · d5 два · f5 N l · h5 два · a4 три · c4 один · e4 три · g4 три · b3 два · d3 два · f3 два · h3 два · a2 три · c2 три · e2 один · g2 один · b1 два · d1 два · f1 четыре · h1 два | a8 три · c8 три · e8 один · g8 один · b7 два · d7 два · f7 два · h7 два · a6 три · c6 один · e6 три · g6 три · b5 четыре · d5 два · f5 N l · h5 два · a4 три · c4 один · e4 три · g4 три · b3 два · d3 два · f3 два · h3 два · a2 три · c2 три · e2 один · g2 один · b1 два · d1 два · f1 четыре · h1 два | a8 три · c8 три · e8 один · g8 один · b7 два · d7 два · f7 два · h7 два · a6 три · c6 один · e6 три · g6 три · b5 четыре · d5 два · f5 N l · h5 два · a4 три · c4 один · e4 три · g4 три · b3 два · d3 два · f3 два · h3 два · a2 три · c2 три · e2 один · g2 один · b1 два · d1 два · f1 четыре · h1 два | a8 три · c8 три · e8 один · g8 один · b7 два · d7 два · f7 два · h7 два · a6 три · c6 один · e6 три · g6 три · b5 четыре · d5 два · f5 N l · h5 два · a4 три · c4 один · e4 три · g4 три · b3 два · d3 два · f3 два · h3 два · a2 три · c2 три · e2 один · g2 один · b1 два · d1 два · f1 четыре · h1 два | a8 три · c8 три · e8 один · g8 один · b7 два · d7 два · f7 два · h7 два · a6 три · c6 один · e6 три · g6 три · b5 четыре · d5 два · f5 N l · h5 два · a4 три · c4 один · e4 три · g4 три · b3 два · d3 два · f3 два · h3 два · a2 три · c2 три · e2 один · g2 один · b1 два · d1 два · f1 четыре · h1 два | a8 три · c8 три · e8 один · g8 один · b7 два · d7 два · f7 два · h7 два · a6 три · c6 один · e6 три · g6 три · b5 четыре · d5 два · f5 N l · h5 два · a4 три · c4 один · e4 три · g4 три · b3 два · d3 два · f3 два · h3 два · a2 три · c2 три · e2 один · g2 один · b1 два · d1 два · f1 четыре · h1 два | a8 три · c8 три · e8 один · g8 один · b7 два · d7 два · f7 два · h7 два · a6 три · c6 один · e6 три · g6 три · b5 четыре · d5 два · f5 N l · h5 два · a4 три · c4 один · e4 три · g4 три · b3 два · d3 два · f3 два · h3 два · a2 три · c2 три · e2 один · g2 один · b1 два · d1 два · f1 четыре · h1 два | 4 |
| 3 | a8 три · c8 три · e8 один · g8 один · b7 два · d7 два · f7 два · h7 два · a6 три · c6 один · e6 три · g6 три · b5 четыре · d5 два · f5 N l · h5 два · a4 три · c4 один · e4 три · g4 три · b3 два · d3 два · f3 два · h3 два · a2 три · c2 три · e2 один · g2 один · b1 два · d1 два · f1 четыре · h1 два | a8 три · c8 три · e8 один · g8 один · b7 два · d7 два · f7 два · h7 два · a6 три · c6 один · e6 три · g6 три · b5 четыре · d5 два · f5 N l · h5 два · a4 три · c4 один · e4 три · g4 три · b3 два · d3 два · f3 два · h3 два · a2 три · c2 три · e2 один · g2 один · b1 два · d1 два · f1 четыре · h1 два | a8 три · c8 три · e8 один · g8 один · b7 два · d7 два · f7 два · h7 два · a6 три · c6 один · e6 три · g6 три · b5 четыре · d5 два · f5 N l · h5 два · a4 три · c4 один · e4 три · g4 три · b3 два · d3 два · f3 два · h3 два · a2 три · c2 три · e2 один · g2 один · b1 два · d1 два · f1 четыре · h1 два | a8 три · c8 три · e8 один · g8 один · b7 два · d7 два · f7 два · h7 два · a6 три · c6 один · e6 три · g6 три · b5 четыре · d5 два · f5 N l · h5 два · a4 три · c4 один · e4 три · g4 три · b3 два · d3 два · f3 два · h3 два · a2 три · c2 три · e2 один · g2 один · b1 два · d1 два · f1 четыре · h1 два | a8 три · c8 три · e8 один · g8 один · b7 два · d7 два · f7 два · h7 два · a6 три · c6 один · e6 три · g6 три · b5 четыре · d5 два · f5 N l · h5 два · a4 три · c4 один · e4 три · g4 три · b3 два · d3 два · f3 два · h3 два · a2 три · c2 три · e2 один · g2 один · b1 два · d1 два · f1 четыре · h1 два | a8 три · c8 три · e8 один · g8 один · b7 два · d7 два · f7 два · h7 два · a6 три · c6 один · e6 три · g6 три · b5 четыре · d5 два · f5 N l · h5 два · a4 три · c4 один · e4 три · g4 три · b3 два · d3 два · f3 два · h3 два · a2 три · c2 три · e2 один · g2 один · b1 два · d1 два · f1 четыре · h1 два | a8 три · c8 три · e8 один · g8 один · b7 два · d7 два · f7 два · h7 два · a6 три · c6 один · e6 три · g6 три · b5 четыре · d5 два · f5 N l · h5 два · a4 три · c4 один · e4 три · g4 три · b3 два · d3 два · f3 два · h3 два · a2 три · c2 три · e2 один · g2 один · b1 два · d1 два · f1 четыре · h1 два | a8 три · c8 три · e8 один · g8 один · b7 два · d7 два · f7 два · h7 два · a6 три · c6 один · e6 три · g6 три · b5 четыре · d5 два · f5 N l · h5 два · a4 три · c4 один · e4 три · g4 три · b3 два · d3 два · f3 два · h3 два · a2 три · c2 три · e2 один · g2 один · b1 два · d1 два · f1 четыре · h1 два | 3 |
| 2 | a8 три · c8 три · e8 один · g8 один · b7 два · d7 два · f7 два · h7 два · a6 три · c6 один · e6 три · g6 три · b5 четыре · d5 два · f5 N l · h5 два · a4 три · c4 один · e4 три · g4 три · b3 два · d3 два · f3 два · h3 два · a2 три · c2 три · e2 один · g2 один · b1 два · d1 два · f1 четыре · h1 два | a8 три · c8 три · e8 один · g8 один · b7 два · d7 два · f7 два · h7 два · a6 три · c6 один · e6 три · g6 три · b5 четыре · d5 два · f5 N l · h5 два · a4 три · c4 один · e4 три · g4 три · b3 два · d3 два · f3 два · h3 два · a2 три · c2 три · e2 один · g2 один · b1 два · d1 два · f1 четыре · h1 два | a8 три · c8 три · e8 один · g8 один · b7 два · d7 два · f7 два · h7 два · a6 три · c6 один · e6 три · g6 три · b5 четыре · d5 два · f5 N l · h5 два · a4 три · c4 один · e4 три · g4 три · b3 два · d3 два · f3 два · h3 два · a2 три · c2 три · e2 один · g2 один · b1 два · d1 два · f1 четыре · h1 два | a8 три · c8 три · e8 один · g8 один · b7 два · d7 два · f7 два · h7 два · a6 три · c6 один · e6 три · g6 три · b5 четыре · d5 два · f5 N l · h5 два · a4 три · c4 один · e4 три · g4 три · b3 два · d3 два · f3 два · h3 два · a2 три · c2 три · e2 один · g2 один · b1 два · d1 два · f1 четыре · h1 два | a8 три · c8 три · e8 один · g8 один · b7 два · d7 два · f7 два · h7 два · a6 три · c6 один · e6 три · g6 три · b5 четыре · d5 два · f5 N l · h5 два · a4 три · c4 один · e4 три · g4 три · b3 два · d3 два · f3 два · h3 два · a2 три · c2 три · e2 один · g2 один · b1 два · d1 два · f1 четыре · h1 два | a8 три · c8 три · e8 один · g8 один · b7 два · d7 два · f7 два · h7 два · a6 три · c6 один · e6 три · g6 три · b5 четыре · d5 два · f5 N l · h5 два · a4 три · c4 один · e4 три · g4 три · b3 два · d3 два · f3 два · h3 два · a2 три · c2 три · e2 один · g2 один · b1 два · d1 два · f1 четыре · h1 два | a8 три · c8 три · e8 один · g8 один · b7 два · d7 два · f7 два · h7 два · a6 три · c6 один · e6 три · g6 три · b5 четыре · d5 два · f5 N l · h5 два · a4 три · c4 один · e4 три · g4 три · b3 два · d3 два · f3 два · h3 два · a2 три · c2 три · e2 один · g2 один · b1 два · d1 два · f1 четыре · h1 два | a8 три · c8 три · e8 один · g8 один · b7 два · d7 два · f7 два · h7 два · a6 три · c6 один · e6 три · g6 три · b5 четыре · d5 два · f5 N l · h5 два · a4 три · c4 один · e4 три · g4 три · b3 два · d3 два · f3 два · h3 два · a2 три · c2 три · e2 один · g2 один · b1 два · d1 два · f1 четыре · h1 два | 2 |
| 1 | a8 три · c8 три · e8 один · g8 один · b7 два · d7 два · f7 два · h7 два · a6 три · c6 один · e6 три · g6 три · b5 четыре · d5 два · f5 N l · h5 два · a4 три · c4 один · e4 три · g4 три · b3 два · d3 два · f3 два · h3 два · a2 три · c2 три · e2 один · g2 один · b1 два · d1 два · f1 четыре · h1 два | a8 три · c8 три · e8 один · g8 один · b7 два · d7 два · f7 два · h7 два · a6 три · c6 один · e6 три · g6 три · b5 четыре · d5 два · f5 N l · h5 два · a4 три · c4 один · e4 три · g4 три · b3 два · d3 два · f3 два · h3 два · a2 три · c2 три · e2 один · g2 один · b1 два · d1 два · f1 четыре · h1 два | a8 три · c8 три · e8 один · g8 один · b7 два · d7 два · f7 два · h7 два · a6 три · c6 один · e6 три · g6 три · b5 четыре · d5 два · f5 N l · h5 два · a4 три · c4 один · e4 три · g4 три · b3 два · d3 два · f3 два · h3 два · a2 три · c2 три · e2 один · g2 один · b1 два · d1 два · f1 четыре · h1 два | a8 три · c8 три · e8 один · g8 один · b7 два · d7 два · f7 два · h7 два · a6 три · c6 один · e6 три · g6 три · b5 четыре · d5 два · f5 N l · h5 два · a4 три · c4 один · e4 три · g4 три · b3 два · d3 два · f3 два · h3 два · a2 три · c2 три · e2 один · g2 один · b1 два · d1 два · f1 четыре · h1 два | a8 три · c8 три · e8 один · g8 один · b7 два · d7 два · f7 два · h7 два · a6 три · c6 один · e6 три · g6 три · b5 четыре · d5 два · f5 N l · h5 два · a4 три · c4 один · e4 три · g4 три · b3 два · d3 два · f3 два · h3 два · a2 три · c2 три · e2 один · g2 один · b1 два · d1 два · f1 четыре · h1 два | a8 три · c8 три · e8 один · g8 один · b7 два · d7 два · f7 два · h7 два · a6 три · c6 один · e6 три · g6 три · b5 четыре · d5 два · f5 N l · h5 два · a4 три · c4 один · e4 три · g4 три · b3 два · d3 два · f3 два · h3 два · a2 три · c2 три · e2 один · g2 один · b1 два · d1 два · f1 четыре · h1 два | a8 три · c8 три · e8 один · g8 один · b7 два · d7 два · f7 два · h7 два · a6 три · c6 один · e6 три · g6 три · b5 четыре · d5 два · f5 N l · h5 два · a4 три · c4 один · e4 три · g4 три · b3 два · d3 два · f3 два · h3 два · a2 три · c2 три · e2 один · g2 один · b1 два · d1 два · f1 четыре · h1 два | a8 три · c8 три · e8 один · g8 один · b7 два · d7 два · f7 два · h7 два · a6 три · c6 один · e6 три · g6 три · b5 четыре · d5 два · f5 N l · h5 два · a4 три · c4 один · e4 три · g4 три · b3 два · d3 два · f3 два · h3 два · a2 три · c2 три · e2 один · g2 один · b1 два · d1 два · f1 четыре · h1 два | 1 |
|   | a | b | c | d | e | f | g | h |   |

Как составная часть других фигур верблюд может иметь примерно ту же ценность, что и конь (обе фигуры могут перемещаться не более чем на восемь клеток). Состав верблюд и ферц используется в Омега-шахматах, где он называется колдуном,, а состав верблюд и король используется в игре Пауловица, где он зовётся генералом.
Его длинный ход таит в себе опасность неудержимых атак в дебюте и захвата большого количества материала. Например, если комбинация верблюд плюс визирь (LW в забавной нотации Бетцы) заменяет ладью белых на ферзевом фланге, то белые могут немедленно выиграть материал ходом 1. (LW)b4 с угрозой 2. (LW)e5, чтобы выиграть черного ферзя, и 2. (LW)b5, чтобы выиграть черную ладью на a8; обе угрозы не могут быть парированы.